# Kanál SOFAR
Kanál SOFAR (Sound Fixing and Ranging channel), je horizontální vrstva vody v oceánu v níž je rychlost šíření zvuku minimální. Kanál tak slouží jako vlnovod pro zvuk a nízké frekvence zvukových vln v něm mohou cestovat tisíce kilometrů než se ztratí. Tento jev má důležité aplikace především ve vojenství. Kanál SOFAR byl objeven v roce 1940 nezávisle Mauricem Ewingem a Leonidem Brechovskym.

## Podrobnosti

Rychlost zvuku jako funkce hloubky. Údaje pro oblast severně od Havajských ostrovů v Tichém oceánu. Osa kanálu SOFAR se nachází zhruba 750 m pod hladinou.

SOFAR kanál je koncentrován v hloubce, kde kumulativní účinek teploty, tlaku a v menší míře též salinity vytváří pásmo minimální rychlosti šíření zvuku ve vodním sloupci oceánu. Tlak se zvyšuje lineárně s narůstající hloubkou, avšak teplota je proměnná, obvykle rychle klesá od hladiny moře až do hloubky zhruba tisíc metrů. Dále ale zůstává až do dna téměř nezměněna kvůli působení ohřevu z mořského dna. V blízkosti hladiny, klesající teplota způsobuje snížení rychlosti zvuku ve vodě s rostoucí hloubkou, naopak hlouběji ve vodním sloupci rostoucí tlak a tedy vyšší koncentrace molekul vody způsobuje zvyšování rychlosti zvuku s rostoucí hloubkou. Vrstva kde je rychlost zvuku minimální se nazývá osa kanálu.
V blízkosti souostroví Bermudy se nachází osa kanálu v hloubce zhruba 1000 metrů, v mírném pásmu je osa kanálu v menších hloubkách a ve vysokých zeměpisných šířkách dokonce vystupuje téměř až k povrchu.
Princip šíření zvuku v kanálu je podobný šíření světla v optickém vlákně. Dochází k tomu, že se zvukové vlny odráží a lámou od stěn kanálu tak, že nedochází k rozptylům zvuku od dna nebo hladiny. Zvuk se tak šíří téměř beze ztrát.
Záhadné nízkofrekvenční zvuky připisované plejtvákům myšokům jsou v kanálu častým jevem. Biologové se domnívají, že velryby se mohou potopit do tohoto kanálu, zde zpívat a komunikovat tak s ostatními jedinci druhu vzdálenými mnoho kilometrů.
Během druhé světové války navrhl objevitel kanálu SOFAR Maurice Ewing, že by šlo tuto vrstvu využít pro záchranu sestřelených pilotů, kteří by odpálili speciální SOFAR bombu, která by explodovala právě v hloubce uvnitř kanálu a sloužila by k tajné nouzové komunikaci.
V umění se kanál SOFAR objevuje například v románu The Hunt for Red October, kde je kanál využit pro detekci nepřátelské ponorky.
Maurice Ewing rovněž spekuloval o existenci podobné vrstvy v horních vrstvách atmosféry, což vedlo k zahájení projektu Mogul prováděného v letech 1947 až 1948.

## Využití
- SUSUS: Detekce pohybu ponorek během studené války.
- Oceánografická akustická tomografie: Technika na měření teploty a proudění oceánu ze zpoždění zvuků mezi dvěma vzdálenými přístroji.